# Sugar Sugar Rune
Sugar Sugar Rune är en japansk tecknad serie (manga) samt adaption av densamma till animerad film (anime). Serien skapades av Moyoco Anno och den har publicerats på svenska 2006-2008, i översättning av Masako Hayakawa-Thor.

## Handling
Sugar Sugar Rune handlar om de två häxflickorna Vanilla och Chocolat som tävlar om att bli trollvärldens nya drottning genom att samla pojkhjärtan i människovärlden.
Om en pojke i människovärlden blir kär i en häxa kan hon ta hans hjärta. Hjärtat har olika färg beroende på vilken slags kärlek det är, och olika färger har olika värden. När häxan har fått hjärtat är han inte kär i häxan längre, men kan bli kär på nytt. Tävlingen går ut på att den som samlar hjärtan med högst värde blir drottning i trollvärlden. 

## Rollfigurer

### Huvudpersoner
Chocolat Meilleure (Katou är hennes efternamn i människovärlden)
Chocolat är ganska leden och lite elak eftersom det är så man ska vara i trollvärlden för att vara populär, d.v.s. raka motsatsen till vad som är populärt i människovärlden. Hon får det ganska svårt att fånga hjärtan på grund av sin personlighet och får hela tiden idéer som bara ställer till problem. Chocolats mamma, den legendariska häxan Cinnamon, dog efter att förlorat drottningtävlingen mot Vanillas mamma och nu vill Chocolat gottgöra henne genom att själv vinna tävlingen. 
Chocolats tjänsteande är en groda som heter Duke. Hon gillar inte Vanillas tjänsteande Blanca och de bråkar ofta. Chocolat är, precis som Vanilla, 10 år i början av mangan och animen.
Chocolat betyder choklad på franska. Hennes efternamn i människornas värld, Katou, är ett vanligt namn i Japan och liknar det franska ordet "gâteau" som betyder kaka. Hennes namn blir alltså "chokladkaka".
I Japan skrivs förnamnet som "Shokora" (ショコラ) och efternamnet som "Meiyūru" (メイユール).
Vanilla Mieux (Aisu är hennes efternamn i människovärlden)
Vanilla är väldigt snäll, blyg och söt, och i människovärlden blir alla killarna kära i henne. Hennes hobby är att baka kakor och hennes specialitet är att umgås och ta hand om äldre. Hon är 10 år och 145 cm lång. Hennes tjänsteande som ska hjälpa henne i tävlingen är en mus som heter Blanca, som är mycket retsam och går Chocolat på nerverna.
Vanilla är franskt/engelskt och betyder vanilj. Hennes människoefternamn Aisu liknar ett vanligt japanskt efternamn och betyder glass (eller is) på japanska, alltså betyder hennes namn "vaniljglass".
Hennes namn uttalas Banira i Japan.
I den engelska översättningen är hennes efternamn Ice.
Pierre Tempête de Neige (kallas endast vid förnamn i människovärlden)
Pierre är en populär kille på Chocolat och Vanillas skola. Han har till och med sin egen fanclub, 'The Members', som består av utvalda vackra tjejer från hans klass som kallar honom för deras prins. Han är väldigt kylig mot alla han möter och visar inga känslor. Hans hår är platinablont och han har isblåa ögon, han är även ganska lång. Pierre är 14 år i början av mangan och animen. Han avskyr morötter.
Pierre betyder sten på franska, vilket passar hans personlighet ganska väl till en början.

### Övriga roller
Duke 
Duke är en röd- och svartrandig groda med gröna ögon som är Chocolats tjänsteande. Han avslutar alla meningar med "kero", eller "kvack" på svenska. För det mesta är han lat och ohyfsad, men han visar sig vara en vänlig och ofarlig trollkarl. Han är rival med Blanca, Vanillas tjänsteande. 
 Blanca 
Blanca är en vit mus som är Vanillas tjänsteande. Hon gillar att reta särskilt Chocolat och Duke (men även alla andra som irriterar henne) och att ha tepartyn med sina musvänner. Likt Duke avslutar hon meningar med djurläten, i hennes fall "chu", som betyder "pip". Hon hatar att Chocolat kallar henne för "råtta" eftersom hon anser att de är ohyfsade och går inte jämföras med möss.
Rock 'n' Lovin (som trollkarl)  eller Rockin' Robin (som människa)
Rockin' Robin är Chocolats och Vanillas handledare i tävlingen. Han rapporterar även om deras framsteg till trollrådet och är något av en expert själv. Han är en populär rockstjärna i människornas värld och framgångsrik handelsman i trollvärlden. Även om han verkar vara lite ohyfsad och avskyvärd, så har han ett gott hjärta. Robin är egentligen över 6000 år gammal, men han använder ansiktsmasker som gör hans hy ung och fräsch.
 Ambre 
Ambre är Häxan som Chocolate möter i en öken där Ambre lär Chocolate att vara ödmjuk och meningen med hårt förtjänade pengar. 
Ambre och Robin är lite småkära i varandra och de har också dejtat.

## Övrigt
Ecure

Ecure är det man betalar med i trollvärlden. Ecure är väldigt viktigt eftersom det både är det som man betalar med och det som hela trollvärlden drivs med. Det kommer antingen från öknen där häxan Ambre bor och skapar ecure av tusentals små sandkorn varje dag, eller från människohjärtan. Hjärtan kan ha olika färger beroende på vilka känslor människan hade för häxan eller trollkarlen som tog det.
Gult/Pisse = Chock eller överraskad. Värde: 5 Ecure
Orange = Kärlek vid första ögonkastet. Värde: 300 Ecure
Grön = Vänskap. Värde: 350 Ecure
Regnbåge = Skratt eller intresse. Värde: 500 Ecure (förekommer bara i animen)
Rosa = Förälskelse. Värde: 1000 Ecure
Violett = Sexuell åtrå. Värde: 2500 Ecure
Blå = Respekt och ära. Värde: 3500 Ecure (förekommer bara i animen)  
Rött = Passionerad kärlek. Värde: 5000 Ecure
Svart (Noir) = Avundsjuka, hat, svartsjuka och liknandekänslor. Man får inga Ecure av detta hjärta, däremot är det giftigt för häxor och trollkarlar. De enda som kan ta svarta hjärtan för att utnyttja energin i det är de ondskefulla varelserna från klanen ogre.
Det finns även vita hjärtan som kan få en tjänsteande att bli häxa/trollkarl igen och renar också svarta hjärtan (Noir)
Vita hjärtan existerar bara om man filtrerar ett svart hjärta så att det blir vitt. Chocolat är en av de få som kan filtrera svarta hjärtan.